# Karl Dane
Karl Dane (født Rasmus Karl Therkelsen Gottlieb 12. oktober 1886 i København, død 15. april 1934 i Los Angeles, Californien) var en dansk/amerikansk komiker og skuespiller, der hovedsageligt spillede i stumfilm. På sin karrieres højdepunkt arbejdede han med tidens allerstørste filmstjerner som Rudolph Valentino, John Gilbert, og King Vidor og tjente $1500 om ugen. I 1926 slog han sig sammen med George K. Arthur i en succesrig komikerduo "Dane & Arthur". Men i 1930 blev han tvunget til at stoppe sin filmkarriere på grund af et nervøst sammenbrud og problemer med at indpasse sin kraftige danske accent i de nye lydfilm. Han var ude af stand til at finde arbejde, endte i økonomisk vanskeligheder, havnede i depression og begik selvmord i 1934. Hans død er blevet genfortalt i utallige bøger; sædvanligvis som et eksempel på et af de mere sørgelige tilfælde af transformationen fra stum- til lydfilm.

## Tidlig liv
Karl Dane, som han blev kendt som, blev født i Turesensgade 23 i København. Hans forældre var Rasmus Carl Marius og Anne Cathrine Simonsen Gottlieb. Han havde tre brødre: Georg Valdemar Johan, Reinald Marius og Viggo Eiler. Forældrenes ægteskab var tilsyneladende stormfuldt, og faderen havde et alkoholproblem og problemer med at styre finanserne. I 1903 blev de skilt, og Karl voksede derefter op hos sin mor.
Hans far var handskemager af profession, men elskede også teateret. Omkring århundredeskiftet byggede han et dukketeater, som folk begyndte at betale for at se; og samtidig begyndte Karl Dane og hans bror Reinald at optræde for tilskuerne. Hans far gik desuden til hånde på et lokalt teater, hvor hans sønner fulgte ham på arbejde. Karl Dane sagde senere, at dette var med til at inspirere ham til selv at blive skuespiller.
I 1900 blev både Karl Dane og hans brødre maskinoperatører og fik arbejde. Det var et arbejde, han troede skulle ernære ham resten af livet. I 1907 blev han imidlertid indkaldt til militærtjeneste, hvor han tjente i Kystartilleriregimentet. Efter endt tjeneste giftede hans sig med kjolemager Carla Dagmar Hagen den 10. september 1910. Sammen fik de to børn: Ejlert Carl (født 1911) og Ingeborg Helene (født 1912). Da 1. verdenskrig brød ud, blev han genindkaldt og nåede at blive korporal, før han igen forlod militæret i 1915.
Efter endt militærtjeneste havde Karl svært ved at finde arbejde i Danmark, så han besluttede at emigrere til Amerika. Den 25. januar 1916 rejste han alene til USA for at søge arbejde. Han havde i sinde at få resten af sin familie bragt over senere, når han var kommet på plads og havde råd til det. Han sejlede med SS Oscar II, med $25 på lommen og uden at kunne tale andet end et par ord engelsk. Efter at have været igennem Ellis Island i februar samme år flyttede han til 345 Court Street i Brooklyn sammen med en ved navn Charles Lindgren. Samme dag fandt han arbejde i et jernstøberi. I løbet af 1916 flyttede han til Lincoln i Nebraska, hvor han arbejde som bilmekaniker. I sommeren 1917 returnerede han til New York, hvor han igen arbejdede som mekaniker.

## Tidlig filmkarriere og tyske roller
Sent i 1917 fik Karl Dane sin første filmrolle. Det var en lille birolle i en kortfilm fra Vitagraph Studios, filmet i Fort Lee, New Jersey. Her tjente han $3 om dagen, efter før at have tjent det samme om ugen som bilmekaniker. Imidlertid blev hans rolle klippet ud, og navnet på filmen kendes ikke; den formodes at være gået tabt.
Derefter optrådte han i en anti-tysk film fra Warner Brothers ved navn My Four Years in Germany (Mine fire år i Tyskland), hvor han havde en rolle som "Kansler von Bethmann-Hollweg". Filmen blev udsendt den 29. april 1918 og blev en indtjeningssucces, der genererede $430.000 i indtægter sammenholdt med et indspilningsbudget på $50.000, Det blev den første af mange sådanne og lignende roller i hans tidlige karriere.
Hans næste film blev Wolves of Kultur, som bestod af 15 kapitler og varede omkring 3 timer i alt. Filmen blev udgivet et kapitel ad gangen mellem 1918 og 1919. Filmen er blevet bevaret, men er ikke udgivet på DVD. Han opfulgte det med filmen To Hell with the Kaiser skrevet af June Mathis, hvor han gentog sin rolle som "Kansler von Bethmann-Hollweg". Og før han flyttede til Hollywood, færdiggjorde Karl Dane yderligere tre film; alle i den samme anti-tyske propaganda genre og udgivet i 1919.

## Filmpause
Tidligt i 1921 mødte Karl Dane den unge svenske immigrant Helen Benson. De blev forelskede, han stoppede med filmene og sammen flyttede de til Van Nuys, Californien, og slog sig ned på en farm med kyllingopdræt. De giftede sig den 15. juli 1921, men to år senere den 9. august 1923 døde hun i barselsengen sammen med parrets ufødte datter.
I december 1923 mødte han sin gamle ven Charles Hutchison, som overtalte ham til at optræde i en serie, han producerede.

## Filmstjerne
I december 1924 stødte han ind i Robert McIntyre, som tidligere havde sørget for, at Karl Dane kom ind i Vitagraph, men som nu stod for casting hos MGM. Han anbefalede Karl Dane til en rolle i King Vidors seneste projekt. Karl Dane optrådte i rollen som "Slim" i filmen The Big Parade (Den store Parade, hvor han optrådte sammen med John Gilbert og Renée Adorée. Filmen blev en kæmpesucces og blev den næstmest indtjenende film i stumfilmenes historie – med en indtjening på næsten $6,5 millioner (i datidens penge).
Han arbejdede derefter sammen med Rudolph Valentino og Vilma Banky i filmen Son of the Sheik (Sheikens Søn i rollen som "Ramadan". Også denne blev en succes, som efter Valentinos død blev genudgivet adskillige flere gange helt ind til slut 1930'erne.
Efter Son of the Sheik underskrev Karl Dane en kontrakt med MGM i juni 1926. Han begyndte da at spille som komiker i flere film, heriblandt The Scarlet Letter (Det blodrøde Bogstav) fra 1926 (instrueret af Victor Sjöström og medvirken af bl.a. Lillian Gish), La Boheme (også instrueret af Vidor, og medvirken af bl.a. Gish, Gilbert og Adorée) og Alias Jimmy Valentine (Pengeskabseksperten) med William Haines og Leila Hyams.

## Dane & Arthur
Kort efter indgåelsen af kontrakten med MGM begyndte Karl Dane at arbejde på filmen Bardelys the Magnificent (Kvindebedaareren) (hvor en ung John Wayne medvirkede). Det var på denne film, at MGMs Harry Rapf besluttede at lave en duo ud af Karl Dane og George K. Arthur. Sammen blev de kaldt "Dane & Arthur". I maj 1927 var der premiere på duoens første film, Rookies (Soldatens glade liv), som blev en øjeblikkelig succes, og i juni 1927 underskrev MGM og Karl Dane en langtidskontrakt. Duoen fortsætte med at lave succesfulde film, såsom Detectives (Detektiverne), Circus Rookies (Cirkusliv) og The Trail of '98 (Guldgraverne). I april 1928 brækkede Karl Dane skulderen ved en optagelse og pådrog sig en alvorlig lungebetændelse. Men han kom sig efter et stykke tid og vendte tilbage til filmen.

## Lydfilm
Dane & Arthurs sidste stumfilm var Detectiverne fra 1928. Den 23. december 1928 blev deres første lydfilm, Brotherly Love (Reformfængslet), udgivet. Arthur var skotte og havde en bemærkelsesværdig men acceptabel britisk accent. Karl Dane derimod havde en kraftig og svært forståelig dansk accent, som ikke gjorde sig godt på film. Duoen lavede alligevel seks yderligere film, den sidste China Bound (Kispus i Kina) i 1929.
I 1930 mistede han sin kontrakt med MGM. Han udtalte senere, at det skyldes et nervøst sammenbrud, og at han havde brug for en pause. Men allerede i december samme år tilbød Paramount Dane & Arthur en 23 uger lang 'Publix Theatre' vaudeville-turné. Duoen lavede også et par kortfilm til Paramount og RKO. Efter de 23 uger opløstes duoen.
I november 1931 oprettede Karl Dane et mineselskab sammen med nogle venner i Las Vegas. De kaldte selskabet for "Avelina Mines", men det blev ikke nogen succes. I februar 1932 var han tilbage med et vaudeville-show i Boston, denne gang solo uden Arthur – men stykket fik dårlig kritik og kørte kun kort tid. I december 1932 fik hans sidste film, The Whispering Shadow, premiere. Den havde som hovedperson Bela Lugosi.

## Selvmord
I sommeren 1933 havde Karl Dane helt opgivet filmen og prøvede i stedet desperat at gøre sig i minebranchen. Han tilbragte de næste tre måneder med at køre op og ned ad den californiske vestkyst for at prøve at gøre en god handel, men uden succes, og i september 1933 snød en makker ham for $1.100. Nedtrykt og nedbrudt prøvede han nu sig med en række forskellige jobs, inklusiv som mekaniker, tjener og tømrer – men uden at kunne holde på nogle af dem.
I slutningen af 1933 havde han købt en andel i en pølsevogn udenfor MGM, men også dette skulle viser sig ikke at komme til at fungere, da hans tidligere venner ikke ville købe hos ham. Karl Dane prøvede da at blive ansat hos MGM som tømrer eller statist for $5 om dagen, men fik afslag.
Den 13. april stjal en lommetyv hans sidste penge, $18. Dagen efter var det planen, at han skulle have mødtes med en ung pige ved navn Frances Leake, for at gå i biografen, men han dukkede ikke op til aftalen, og hun blev bekymret, så hun tog ud til hans lejlighed på 626 South Burnside Avenue. Sammen med lejlighedens værtinde fik de åbnet døren til hans lejlighed. Her fandt de Karl Dane sammensunket i sin stol med en revolver ved foden. Han havde begået selvmord ved at skyde sig selv i hovedet. Frances Leake besvimede ved synet. Efter hun var kommet til sig selv igen, fandt de Karl Danes sidste brev, sammen med hans scrapbog med tidligere filmstudiekontrakter og filmanmeldelser. Det korte brev sagde blot:
"Til Frances og alle mine venner – farvel."
Der var ingen, der meldte sig til at tage sig af liget. Politiet holdt det lidt tilbage, mens de prøvede at finde hans familie i Danmark – de satte endda annoncer i større aviser i København. Imidlertid opdagede hans familie ikke hans død før uger senere.
En anden dansk skuespiller i USA, Jean Hersholt, insisterede på at MGM betalte for hans begravelse. MGM gik med til dette og den 18. april fandt en åben begravelse sted på Hollywood Forever Cemetery. Blandt de halvtreds tilstedeværende, hovedsageligt andre skandinaver, var Hersholt kistebærer sammen med bl.a. Tom O'Brien.

## Privatliv
Karl Dane var aktiv i hele sit liv. Han elskede mange forskellige slags sport; svømning, hesteridning, cykling, og han elskede "practical jokes". Han var også en stor dyreven; efter filmen Trail of '98 adopterede han to hunde fra filmen, der havde brug for et hjem. Han var ikke så meget optaget af Hollywood-selskabslivet. Han fandt stor fornøjelse i tømrerarbejde og byggede selv sit hus i Malibu i Californien. Han havde desuden et hjem i Beverly Hills. Han blev officiel amerikansk statsborger i 1919, hvor han også samtidig officielt skiftede navn til "Karl Dane".
Andre sagde om Karl Dane, at han var sjov, alvorlig og en smule naiv. Han var en genert og tilbagetrukket person og syntes ikke, at han passede ind på grund af sine dårlige engelskkundskaber. Han forstod engelsk til fuldkommenhed, men havde altid en kraftig dansk accent og desuden ofte problemer med at finde de rette engelske ord for at kunne udtrykke sig.
Karl Dane elskede kvinder og var kendt for at være noget af en kvindebedårer. Han plejede at hilse på kvinder med et tæt kram og et kys på læberne, og grundet hans alvorlighed fandt mange kvinder ham mere elskværdig end fremfusende.

### Ægteskab og forhold

#### Carla Hagen
Karl Danes første ægteskab var med Carla Dagmar Hagen, som han giftede sig med den 10. september 1910 i Sankt Pauls Kirke i København, og som fødte ham hans levendefødte børn: sønnen Ejlert Carl, i 1911, og datteren Ingeborg Helene i 1912. Da han i 1916 emigrerede til USA, havde han tænkt sig at få dem bragt over senere. Men da han begyndte at få succes i 1918, var de begyndt at miste kontakten, og Carla – der havde et dårligt helbred – ønskede ikke længere at rejse til Amerika. De blev separeret samme år.
Det var ikke før i 1925 med filmen The Big Parade, at hans familie i Danmark fik øje for ham og begyndte at skrive med ham igen. De kendte ikke til hans berømmelse i Amerika eller til hans navneskift – alligevel genkendte både hans bror og hans nu 15-årige datter ham på lærredet. Hans datter, der nu pludselig så sin far, hun ellers kun havde kendt fra familiealbum, udbrød overrasket i biografen "Jamen det er min far!". Efter at have modtaget et brev fra sin bror, der spurgte, om han var Karl Gottlieb, svarede Karl Dane med glæde tilbage: "Kære storebror! Jeg har modtaget dit brev og må indrømme, at jeg er Karl Dane!". Han forblev da i kontakt med sin familie i Danmark.

#### Helen Benson
Tidligt i 1921 mødte Karl Dane den svenske immigrant Helen Benson. De blev gift den 15. juni 1921 og flyttede sammen til Van Nuys i Californien, men Helen døde tragisk under en svær fødsel den 9. august 1923. Barnet, en pige, døde også.

#### Emma Sawyer
I desperation og sorg over tabet af sin kone og datter indgik Karl Dane hurtigt i et nyt og ugennemtænkt ægteskab med den syv år ældre Emma Awilda Peabody Sawyer – en telefonoperatør. De blev gift den 8. marts 1924, men separeret igen allerede den 30. september samme år. Efter at Karl Dane havde opnået succes som skuespiller i 1926, sagsøgte hun ham for at betale underholdsbidrag. Det er uvist, om det førte noget med sig.

#### Thais Valdemar
I juni 1928 blev han stærkt forelsket i den russiske danser Thais Valdemar. De kom sammen i en periode, og senere præsenterede de sig som ægtefolk, selv om de aldrig formelt blev gift (en del kilder siger fejlagtigt, at hun var hans kone). De levede sammen i Karl Danes Beverly Hills-hjem indtil november 1928, hvor Thais Valdemar flyttede ud igen. I december sagsøgte hun ham for løftebrud og en erstatning på $75.000 – men søgsmålet blev opgivet igen i starten af 1929.

## Eftermæle
Mange af Karl Danes film er bevaret og eksisterer i dag, få er tilgængelige på DVD, bl.a. Son of the Sheik, The Big Parade og The Whispering Shadow. Filmen Bardelys the Magnificent var troet gået tabt, men 30 minutter af den er nu blevet fundet. En del af Dane & Arthurs kortfilm er også bevaret, men er endnu ikke udgivet på DVD.
Karl Dane har fået sin egen stjerne på Hollywood Walk of Fame for sine bidrag til filmen. Stjernen er på 6140 Hollywood Boulevard (foran 'Henry Fonda Music Box Theater').
Karl Danes nedtur som følge af talefilmenes indtog er bearbejdet i Kenneth Angers bog Hollywood Babylon II.
Ugebladet Fokus udgave den 12. oktober 2006 en større artikel for at fejre, hvad der ville have været Karl Danes 120 års fødselsdag. Den 28. januar 2008 holdt Det Danske Filminstitut en "Karl Dane Retrospective" i København. Laura Petersen Balogh holdt en tale med klip fra Karl Danes filmkarriere. Festivalen blev besøgt af nogle af Karl Danes danske efterkommere.

## Filmografi
- The Whispering Shadow (1933)
- Sæt Farten op (Fast Life, 1932)
- Lime Juice Nights (1931)
- Dumbbells in Derbies (1931)
- A Put Up Job (1931)
- Nymaanen (New Moon, 1930)
- Knights Before Christmas (1930)
- A Lady's Morals (1930)
- Dizzy Dates (1930)
- Hævneren Billy (Billy the Kid, 1930)
- Broken Wedding Bells (1930)
- Men Without Skirts (1930)
- Mennesker bag Gitret (The Big House, 1930)
- Montana Moon (1930)
- Flaadens Gutter (Navy Blues, 1929)
- Den hemmelighedsfulde Ø (The Mysterious Island, 1929)
- Han slaar Rekorden (Speedway, 1929)
- Kispus i Kina (China Bound, 1929)
- Hendes mystiske Helt (The Duke Steps Out, 1929)
- Landkrabben (All at Sea, 1929)
- The Voice of the Storm (1929)
- Pengeskabseksperten (Alias Jimmy Valentine, 1928)
- Reformfængslet (Brotherly Love, 1928)
- Detektiverne (Detectives, 1928)
- Cirkusliv (Circus Rookies, 1928)
- Guldgraverne (The Trail of '98, 1928)
- Min Baby (Baby Mine, 1928)
- Fjenden (The Enemy, 1927)
- Soldatens glade liv (Rookies, 1927)
- Slide, Kelly, Slide (1927)
- Tina fra Holland (The Red Mill, 1927)
- Krigsmaling (War Paint, 1926)
- Kvindebedaareren (Bardelys the Magnificent, 1926)
- Det flammende bogstav (The Scarlet Letter, 1926)
- Sheikens søn (The Son of the Sheik, 1926)
- Tre piger i Monte Carlo (Monte Carlo, 1926)
- La Bohème (1926)
- Et 1000 Dollarskys (His Secretary, 1925)
- Broadways store nat (Lights of Old Broadway, 1925)
- Den store parade (The Big Parade, 1925)
- The Everlasting Whisper (1925)
- The Whirlwind (1919)
- Daring Hearts (1919)
- The Great Victory, Wilson or the Kaiser? The Fall of the Hohenzollerns (1919)
- Wolves of Kultur (1918)
- To Hell with the Kaiser! (1918)
- Her Final Reckoning (1918)
- The Triumph of Venus (1918)
- My Four Years in Germany (1918)

Som sig selv
- Crazy House (1930)
- Screen Snapshots, serie 9, nr. 23 (1930)
- Stjernekiggeren (Free and Easy, 1930)
- The March of Time (1930)
- Hollywood Revyen (The Hollywood Revue of 1929, 1929)

### Videoklip
- Video på YouTube – hans første talefilm
- Video på YouTube
- Video på YouTube
- Video på YouTube